# New Yorks sigill
New Yorks sigill antogs i en första utseende 1686. Inskriptionen är sigillum civitatis novi eboraci vilket helt enkelt betyder förseglingen av staden New York: Eboracum var det romerska namnet för York. 
De två männen på sigillet föreställer enighet mellan inhemska amerikaner och kolonisatörer. Dexter, sjömanen (nybyggare) på sigillet, har ett lod i sin högra hand och en Jakobsstav finns ovanför högra axeln. Sinister är en Lenape indian på Manhattan vars vänstra hand vilar på en båge. 
På vapenen, sköldarna, finns fyra väderkvarnsvingarna som minne av stadens nederländska historia som New Amsterdam. Fatet med mjöl och väderkvarnarna representerar den rikedom som genereras av New York från siktning act från 1674. Lagen gav staden ett exklusivt monopol på kvarn och mjölexport. Skölden och männen vilar på ett horisontellt lagerblad.